# Austroflustra
Austroflustra is een mosdiertjesgeslacht uit de orde Cheilostomatida, de plaatsing in een familie is nog onzeker. De wetenschappelijke naam van het geslacht werd voor het eerst geldig gepubliceerd in 1982 door López Gappa.

## Soorten
- Austroflustra australis López Gappa, 1982
- Austroflustra gerlachi López Gappa, 1982
- Austroflustra vulgaris (Kluge, 1914)